# Aytré
 Aytré  es una población y comuna francesa, situada en la región de Poitou-Charentes, departamento de Charente Marítimo, en el distrito de La Rochelle. Es el chef-lieu del cantón de su nombre.

## Geografía
Segunda comuna en población del área metropolitana de La Rochelle, Aytré tiene como actividades económicas principales la fábrica Alstom (1 240 empleados) y sus polígonos industriales  de Belle Aire y Les Cottes-Maille.

## Demografía
| 1 036                     | 758 | 1 038 | 1 185 | 1 453 | 1 390 | 1 451 | 1 463 | 1 466 | 858 | 837 | 766 | 840 | 923 | 913 | 1 019 | 1 102 | 1 099 | 1 149 | 1 333 | 1 436 | 1 645 | 2 157 | 2 067 | 2 335 | 3 021 | 5 302 | 6 197 | 6 812 | 7 278 | 7 786 | 7725 | 8 687 | 8 806 |
| (Fuente: Cassini e INSEE) |     |       |       |       |       |       |       |       |     |     |     |     |     |     |       |       |       |       |       |       |       |       |       |       |       |       |       |       |       |       |      |       |       |